# Občanské právo procesní
Občanské právo procesní je jedno z nejrozsáhlejších právních odvětví českého právního řádu. Jeho základním pramenem je občanský soudní řád.
V obecném smyslu předpisy občanského práva procesního upravují závazný postup soudů při řešení sporů a poskytování ochrany ohroženým a porušeným subjektivním právům a jiným zákony chráněným zájmům účastníků řízení, stanoví jaké jsou jejich vztahy k sobě navzájem i k jiným osobám zúčastněným na řízení, a dále jaké jsou povinnosti těchto subjektů.
Tím je umožněno, aby procesní strany věděly, jak mají v řízení postupovat, jaké procesní úkony mohou v řízení činit a jaké právní důsledky plynou z jejich konání nebo nekonání v rámci řízení, čímž je založena jejich právní jistota. Na druhé straně soudy prostřednictvím závazných pravidel mohou snáze dospívat k řešení sporů a současně jsou jimi limitovány, což zabraňuje zneužití soudní moci.
Předmětem občanského práva procesního je civilní proces.

## Prameny

### Občanský soudní řád a zákon o zvláštních řízeních soudních
Nejvýznamnějším pramenem českého občanského práva procesního je zákon č. 99/1963 Sb., občanský soudní řád, ve znění pozdějších předpisů, a zákon č. 292/2013 Sb., o zvláštních řízeních soudních, který upravuje tzv. nesporná řízení (např. o podpůrných opatřeních a ve věcech svéprávnosti, o pozůstalosti, o úschovách, o umoření listin, ve věcech kapitálového trhu, ve věcech osvojení, ve věcech manželských a partnerských, o určení a popření otcovství, o přivolení k zásahu do integrity…).

### Další prameny
Kromě občanského soudního řádu se právní normy regulující občanské právo procesní nacházejí i v dalších předpisech, jež upravují zásady civilního procesu, postavení jeho subjektů i jednotlivé druhy řízení.

#### Ústavní prameny
- Ústava, tj. ústavní zákon č. 1/1993 Sb., ve znění pozdějších předpisů, obsahuje v hlavě čtvrté některé ze zásad výkonu soudní moci.
- Listina základních práv a svobod, přijatá usnesením předsednictva ČNR č. 2 o vyhlášení Listiny základních práv a svobod, ve znění pozdějších předpisů, v hlavě páté zakotvuje v čl. 36 právo na soudní a jinou právní ochranu, v čl. 37–40 pak obsahuje některé ze zásad civilního procesu.

#### Zákony
- Zákon č. 6/2002 Sb., o soudech, soudcích, přísedících, státní správě soudů a o změně některých dalších zákonů (zákon o soudech a soudcích), ve znění pozdějších předpisů – obsahuje normy reglementující soudní soustavu, organizaci soudů, pravomoc a příslušnost,
- Zákon č. 121/2008 Sb., o vyšších soudních úřednících, ve znění pozdějších předpisů – reguluje postavení a oprávnění vyšších soudních úředníků v soudním řízení,
- Zákon č. 36/1967 Sb., o znalcích a tlumočnících, ve znění pozdějších předpisů,
- Zákon č. 549/1991 Sb., o soudních poplatcích, ve znění pozdějších předpisů – upravuje poplatky za řízenních exekutorech a exekuční činnosti (exekuční řád) a o změně dalších zákonů, ve znění pozdějších předpisů – upravuje nucený výkon rozhodnutí, prováděný soudními exekutory, jakožto samostatným povoláním,
- Zákon č. 119/2001 Sb., kterým se stanoví pravidla pro případy souběžně probíhajících výkonů rozhodnutí, ve znění pozdějších předpisů
- Zákon č. 131/2002 Sb., o rozhodování některých kompetenčních sporů, ve znění pozdějších předpisů – řeší kompetenční spory mezi Nejvyšším soudem a Nejvyšším správním soudem